# Gymnasium Bondenwald
Das Gymnasium Bondenwald ist ein staatliches Gymnasium im Hamburger Stadtteil Niendorf.

## Geschichte
Das Gymnasium Bondenwald ist die Fortführung der Oberschule Lokstedt, die ihr Gebäude am Sootbörn in Niendorf wegen des Vorrückens des Hamburger Flugplatzes verlassen musste. Am 1. Dezember 1958 wurde der Grundstein für den ersten Bauabschnitt des Gymnasiums am Bondenwald gelegt, dazu gehörte auch ein Serienbau vom Typ „Kreuzbau“. Die ersten Klassen der Unterstufe zogen 1959 um. Im Mai 1960 wurde das Richtfest für den zweiten Bauabschnitt des Gymnasiums Bondenwald gefeiert. 1961 folgten die Klassen der Oberstufe. 1963 wurde die Aula fertig, 1965 der Sportplatz und das Schwimmbad.
Am 26. Februar 2009 wurde das A-Gebäude des Gymnasiums offiziell eröffnet.
Im November 2020 wurde der Neubau des Gymnasiums bezogen, in dem alle sechs Jahrgänge der Mittel- und Oberstufe unterrichtet werden. Die Unterstufe nutzt weiter den Kreuzbau. Die Räumlichkeiten der benachbarten Grundschule Röthmoorweg werden nur noch für den Sportunterricht geteilt.

## Lage und Architektur

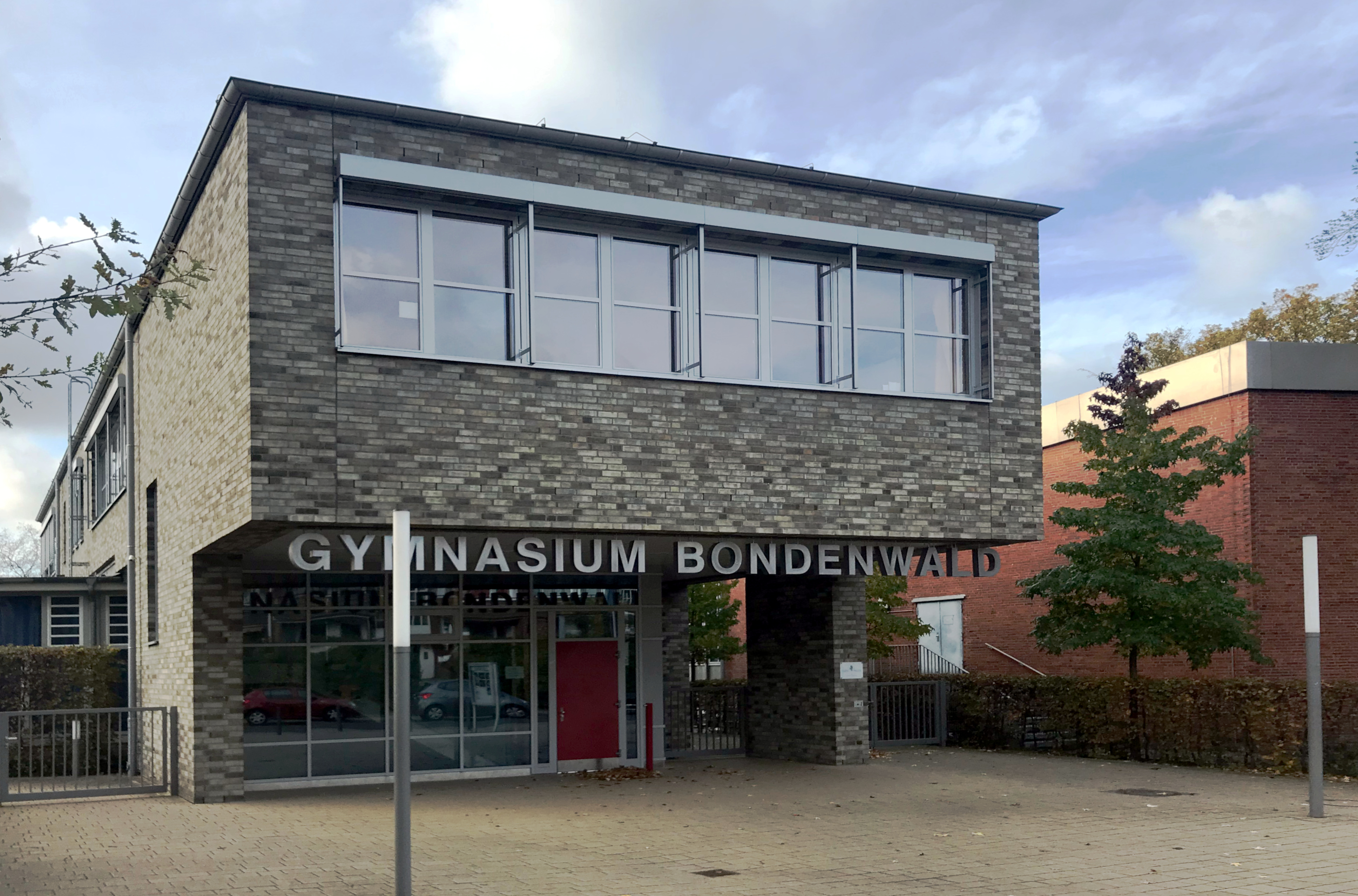
Neubau mit Eingang

Das Gymnasium Bondenwald liegt im Hamburger Stadtteil Niendorf, nahe dem Stadtwald Niendorfer Gehege. Nördlich grenzt das Schwimmbad Bondenwald an. Das Grundstück des Gymnasiums ist gut 20.000 m² groß.
Zu den Gebäuden des Gymnasiums zählen Kreuzbau und Aula, Sporthalle (Einfeldhalle), Gymnastikhalle, alles Typenbauten der Ära des Hamburger Baudirektors Paul Seitz. Die Pavillonbauten (F) und die Pausenhalle sind Bestandsbauten, der Erweiterungsbau (A) und der Erweiterungsbau für die Sekundarstufe (W-E) sind neueren Datums.
Von 2013 bis 2015 wurde die Pausenhalle saniert und die Aula instand gesetzt. Der Erweiterungsbau für die Sekundarstufe wurde 2020 fertiggestellt. Der dreigeschossige Bau ist in zwei Kuben gegliedert und hat eine Fläche (BGF) von 3.323 m². Die Baukosten lagen bei knapp 4 Mio. EUR. Dadurch entstanden u. a. 13 neue Klassenräume, ein Selbstlernzentrum und ein zweigeschossiges Auditorium. Die Jahrgangsstufen 10 bis 12 erhielten "offene Lernlandschaften".

## Schulisches Angebot
Neben zwei Orchestern, Streichergruppen, der BigBondBand und drei Chören bestehen weitere Bands. Zusätzlich gibt es Musikklassen.

## Bekannte Ehemalige
- Hans Kurig (1931–2016), ehem. Leiter der Schule
- Evelyn Hamann (1942–2007), Schauspielerin
- Birger Dulz (* 1952), Psychiater und Psychotherapeut
- Alexander Porschke (* 1954), ehem. Umweltsenator
- Stephan Heller (* 1968), Hörfunkmoderator
- Wojtek Klemm (* 1972), Theaterregisseur
- Martin Hossbach (* 1975), Pop-Impressario, Autor, Winzer, Filmmusikberater und Influenzer
- Kristof Magnusson[11] (* 1976), Schriftsteller und Übersetzer
- Marek Nowacki (* 1989), Radiomoderator
- Maximilian Mundt (* 1996), Schauspieler